# Гилберт, Майкл
Майкл Фрэнсис Гилберт (17 июля 1912 — 8 февраля 2006) — английский писатель, сценарист, драматург, адвокат, юрист.

## Биография
Сын писателя.
В 1920—1926 годах учился в школе Святого Петра в Сифорде, позже изучал право в Лондонском университете, в 1937 году получил степень бакалавра с отличием.
После окончания университета поступил на работу в юридическую фирму. Во время Второй мировой войны М. Гилберт служил в артиллерии. Воевал в Северной Африке и в Европе. В 1943 году попал в немецкий плен (впечатления от пребывания в плену легли в основу романа «Смерть в неволе» — 1952).
После окончания войны вернулся к юридической практике. Работал в фирме Trower, Still and Kealing, в 1952 году стал партнёром этой фирмы. Некоторое время был консультантом Раймонда Чандлера. В 1960 году работал официальным консультантом правительства Бахрейна, вышел в отставку в 1983 году.

## Творчество
Признанный разносторонний британский автор детективных, криминальных, мистических и шпионских романов.
В детективном жанре Гилберт дебютировал в 1947 году романом «Close quarters». Герой этой книги инспектор Хэзилриг стал серийным персонажем большинства произведений писателя. Другие серийные герои — полицейские Патрик Петрелла и Лука Пэган. Несмотря на многочисленные публикации, Гилберт не прерывал своей юридической карьеры.
Кроме детективных романов, он написал несколько пьес и значительное число сценариев к телевизионным постановкам.
Был одним из основателей Британской ассоциации писателей-криминалистов, в 1988 году — секретарь (гроссмейстер).

## Избранные произведения

### Серии
Inspector Hazelrigg / Инспектор Хэзилриг
- Close Quarters (1947) / Тайна Мелчерстерской обители
- They Never Looked Inside (1948) aka He Didn’t Mind Danger / Внутрь они не заглядывали / Они никогда не заглядывали внутрь / Он не против опасности
- The Doors Open (1949) / Двери открываются / Двери
- Smallbone Deceased (1950) / Бедняга Смоллбон / Покойный Смоллбоун / Смилбон умер
- Death Has Deep Roots (1951) / У смерти глубокие корни
- Fear to Tread (1953) / Хвала безрассудным

Inspector Mercer / Инспектор Мерсер
- The Body of a Girl (1972)
- Death of a Favourite Girl (1980) aka The Killing of Katie Steelstock

Patrick Petrella / Патрик Петрелла
- Petrella at Q (1977)
- The Young Petrella (1988)
- Roller-Coaster (1994)

Luke Pagan /Лука Пэган
- Ring of Terror (1995)
- Into Battle (1996)
- Over and Out (1998)

Романы вне серий
- The Danger Within (1952) aka Death in Captivity
- Sky High (1955) aka The Country-House Burglar
- Be Shot for Sixpence (1956)
- Blood and Judgement (1959)
- After the Fine Weather (1963) / После хорошей погоды
- The Crack in the Teacup (1966)
- The Dust and the Heat (1967) aka Overdrive
- The Etruscan Net (1969) aka The Family Tomb /Этрусская сеть
- The 92nd Tiger (1973)
- Flashpoint (1974)
- The Night of the Twelfth (1976)
- The Empty House (1978)
- The Final Throw (1982) aka End-Game
- The Black Seraphim (1983)
- Inner Landscape (1984)
- The Long Journey Home (1985)
- Trouble (1987)
- Paint, Gold and Blood (1989)
- The Queen Against Karl Mullen (1991)

Сборники
- Game Without Rules (1968)
- Stay of Execution (1971)
- Amateur in Violence (1973) / Дилетант
- Mr. Calder and Mr. Behrens (1982)
- The African Tree-Beavers / Африканские древесные бобры
- Anything for a Quiet Life (1990)
- The Man Who Hated Banks (1997)
- A Pity about the Girl (1998)
- The Mathematics of Murder (2000)
- The Curious Conspiracy (2002)
- Even Murderers Take Holidays (2007)
- The Murder of Diana Devon (2009)
- The Man Who Could Not Sleep (2011)

Non fiction
- Fraudsters: Six Against the Law (1987)

## Награды
- Командор Ордена Британской империи (1980)
- Медаль за длительную службу в Королевских вооруженных силах или в зависимых территориях (Territorial Decoration)
- Achievement Anthony Award (1990)
- Премия Бриллиантовый кинжал Картье (англ. Cartier Diamond Dagger) — за достижения в течение всей жизни писателя (1994).
- Премия Эдгара Аллана По